# 나루토 질풍전 극장판: 블러드 프리즌
블러드 포리즌(劇場版 NARUTO -ナルト- ブラッド・プリズン)은 나루토의 극장판 시리즈의 여덟번째 작품이다. 2011년 7월 30일에 개봉하였다.

## 한국어 더빙 제작진
목소리 출연
- 이선주 - 나루토 役
- 정재헌 - 무이 役
- 소연 - 류제츠 役
- 최승훈 - 무쿠 役
- 표영재 - 마로이 役
- 여민정 - 사쿠라 役
- 손원일 - 카카시 役
- 송도영 - 츠나데 役
- 최준영 - 야마토 / 축 役
- 유해무 - 라이카게 役
- 이장원 - 미 / 킬러비 役
- 임은정 - 신 役
- 김영찬 - 인 / 쵸지 役
- 노민 - 가마분타 役
- 현경수 - 카잔 / 키바 役
- 한신정 - 텐텐 役
- 신용우 - 네지 役
- 박성태 - 사이 役
- 정명준 - 시카마루 役
- 김율 - 사무이 役
- 김보영 - 카루이 役
- 최지훈 - 오모이 役
- 김영은 - 비서 役

우리말 제작
- 녹음&믹싱: 이창휘
- 종합편집: 고재식
- 번역: 정영인
- 연출: 유선주